# Stefania Liberakakis
Stefania Liberakakis (grec. Στεφανία Λυμπερακάκη; ur. 17 grudnia 2002 w Utrechcie) – grecko-holenderska piosenkarka popowa, aktorka i youtuberka.
Wokalistka zespołu Kisses reprezentującego Holandię w 14. Konkursie Piosenki Eurowizji Junior (2016). Reprezentantka Grecji w 65. Konkursie Piosenki Eurowizji (2021) z piosenką „Last Dance”.

## Kariera muzyczna
W 2013 wzięła udział w holenderskim The Voice Kids. Dołączyła do drużyny Marca Borsato. Została wyeliminowana podczas „bitew”. Rok później dołączyła do chóru Kinderen voor Kinderen, który opuściła po dwóch latach
W 2016 wraz z Kymorą Sade i Sterre Koning zwyciężyła z utworem „Kisses and Dancing” w finale holenderskich eliminacji do 14. Konkursu Piosenki Eurowizji Junior, zostając reprezentantkami Holandii w konkursie organizowanym w Valletcie. Występując jako zespół Kisses, zajęły ósme miejsce w finale konkursu.
4 lutego 2020 telewizja ERT potwierdziła, że będzie reprezentować Grecję z piosenką „SUPERG!RL” w 65. Konkursie Piosenki Eurowizji organizowanym w Rotterdamie. 18 marca poinformowano o odwołaniu konkursu z powodu pandemii koronawirusa. Tego samego dnia ERT ogłosiło, że Stefania będzie reprezentować Grecję w konkursie w 2021.
W kwietniu 2020 roku wystąpiła w projekcie Eurovision Home Concerts, w którym wykonała „SUPERG!RL” i cover utworu reprezentanta Niemiec Michaela Schulte „You Let Me Walk Alone”.
10 marca 2021 ukazał się utwór „Last Dance”, konkursowa propozycja piosenkarki. Stefanii na scenie towarzyszyć będą tancerze George Papadopoulos, Nikos Koukakis, Markos Giakoumoglou i Costas Pavlopoulos, a choreografem i dyrektorem artystycznym utworu będzie Fokas Evangelinos. 20 maja wystąpiła jako czwarta w kolejności startowej w drugim półfinale i z szóstego miejsca awansowała do finału, który odbył się 22 maja. Wystąpiła w nim z dziesiątym numerem startowym i zajęła 10. miejsce po zdobyciu 170 punktów w tym 79 punktów od telewidzów (10. miejsce) i 91 pkt od jurorów (10. miejsce).

## Życie prywatne
Rodzina Liberakakis pochodzi z Thourio, małej wioski w Ewros w Grecji. Od 2018 roku była w związku z holenderskim piosenkarzem Jannesem Heuvelmansem, który w 2017 reprezentował Holandię w Konkursie Piosenki Eurowizji dla Dzieci wraz z zespołem FOURCE. 29 kwietnia 2021 roku Jannes na swoim instagramie opublikował oświadczenie, w którym zdradził, iż po 2,5 latach związku, wspólnie ze Stefanią podjęli decyzję o rozstaniu.

## Dyskografia

### Single
| Rok                                                      | Tytuł                                          | Najwyższa pozycja na liście | Najwyższa pozycja na liście | Najwyższa pozycja na liście | Najwyższa pozycja na liście | Najwyższa pozycja na liście | Najwyższa pozycja na liście | Najwyższa pozycja na liście | Album                         |
| Rok                                                      | Tytuł                                          | GRE                         | BEL (FL)                    | NLD                         | ICE                         | LTU                         | SWE                         | UK Down.                    | Album                         |
| -------------------------------------------------------- | ---------------------------------------------- | --------------------------- | --------------------------- | --------------------------- | --------------------------- | --------------------------- | --------------------------- | --------------------------- | ----------------------------- |
| 2014                                                     | „Muziek laat je dromen”                        | –                           | –                           | –                           | –                           | –                           | –                           | –                           | Feest (vol. 35)               |
| 2014                                                     | „Wereldplan”                                   | –                           | –                           | –                           | –                           | –                           | –                           | –                           | Feest (vol. 35)               |
| 2014                                                     | „Nu het feestje voorbij is”                    | –                           | –                           | –                           | –                           | –                           | –                           | –                           | Feest (vol. 35)               |
| 2015                                                     | „Waarom moet ik gaan?”                         | –                           | –                           | –                           | –                           | –                           | –                           | –                           | Raar maar waar (vol. 36)      |
| 2015                                                     | „Eventjes alleen”                              | –                           | –                           | –                           | –                           | –                           | –                           | –                           | Raar maar waar (vol. 36)      |
| 2015                                                     | „Leef met elkaar”                              | –                           | –                           | –                           | –                           | –                           | –                           | –                           | Raar maar waar (vol. 36)      |
| 2018                                                     | „Stupid Reasons”                               | –                           | –                           | –                           | –                           | –                           | –                           | –                           | –                             |
| 2018                                                     | „All I Want For Christmas Is You”              | –                           | –                           | –                           | –                           | –                           | –                           | –                           | L’esprit de Noël (kompilacja) |
| 2019                                                     | „Wonder” (z holenderskiej wersji filmu Wonder) | –                           | –                           | –                           | –                           | –                           | –                           | –                           | –                             |
| 2019                                                     | „I’m Sorry (Whoops!)”                          | –                           | –                           | –                           | –                           | –                           | –                           | –                           | –                             |
| 2019                                                     | „Over and Over Again” (gościnnie: Jannes)      | –                           | –                           | –                           | –                           | –                           | –                           | –                           | –                             |
| 2019                                                     | „Turn Around”                                  | –                           | –                           | –                           | –                           | –                           | –                           | –                           | –                             |
| 2020                                                     | „Supergirl”                                    | 19                          | –                           | –                           | –                           | –                           | –                           | –                           | –                             |
| 2020                                                     | „Friday”                                       | –                           | –                           | –                           | –                           | –                           | –                           | –                           | –                             |
| 2021                                                     | „Last Dance”                                   | 35                          | 80                          | 45                          | 36                          | 35                          | 79                          | 75                          | –                             |
| 2021                                                     | „Mucho Calor”                                  | –                           | –                           | –                           | –                           | –                           | –                           | –                           | –                             |
| 2022                                                     | „Wait No More”                                 | –                           | –                           | –                           | –                           | –                           | –                           | –                           | –                             |
| „–” oznacza, że singel nie był notowany na danej liście. |                                                |                             |                             |                             |                             |                             |                             |                             |                               |